# Beinkästchen von Heilbronn

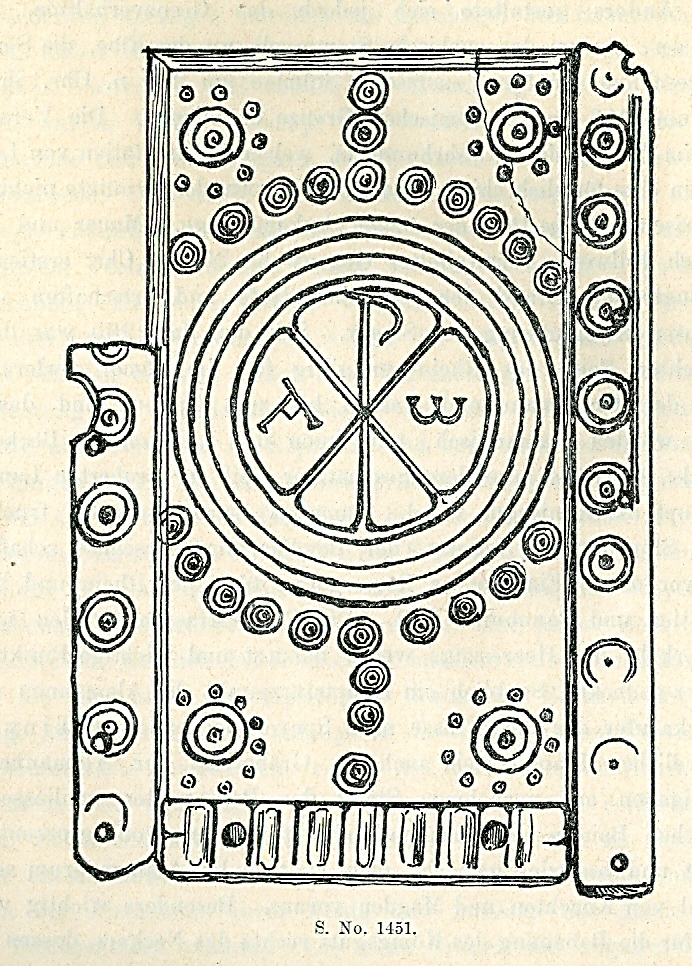
Oberseite des Beinkästchens von Heilbronn (Rekonstruktion von Alfred Schliz)

Das Beinkästchen von Heilbronn war ein aus dem 5. Jahrhundert stammendes Kästchen mit Schiebedeckel, dessen Überreste 1901 bei einer Grabung auf dem Heilbronner Rosenberg von Alfred Schliz in einem alemannischen Frauengrab gefunden wurden. Das Kästchen besaß vermutlich einen Holzkern, der zum Zeitpunkt der Ausgrabung bereits zerfallen war, und war außen mit ornamental verzierten Platten verkleidet. Die Länge der einzelnen Fragmente lässt als Material nur den Schulterblattknochen entweder vom Hausrind oder vom Rothirsch zu.
Das Kästchen war Teil der vor- und frühgeschichtlichen Sammlung des historischen Museums der Stadt Heilbronn (Inventarnummer 1451) und wurde später im 1935 gegründeten Alfred-Schliz-Museum aufbewahrt, wo es wahrscheinlich beim Luftangriff auf Heilbronn 1944 zerstört wurde.
Eine Nachbildung des Kästchens aus Elfenbein, die auf Veranlassung des Prähistorikers Peter Goessler von A. Peter aus Stuttgart gefertigt wurde und anlässlich eines kleineren Aufsatzes in der Germania von Oktober 1932 zum Beinkästchen entstand, befindet sich heute im Bestand der Städtischen Museen Heilbronn.

## Fundzusammenhang
Das Frauengrab war Teil eines von Alfred Schliz Heilbronn I genannte Reihengräberfeldes in der Nähe einer alemannischen Siedlung, die in fränkischer Zeit bereits wieder aufgegeben war. Das Grabfeld selbst zählt zu den ältesten Grabfeldern aus alemannischer Zeit. In dem Grab befand sich außerdem noch ein Paar Fünfknopffibeln, deren Fuß in einem Tierkopf endet und die eine genauere Datierung der Grablegung der Frau für den Zeitraum zwischen 450 und 500 ermöglichen. Die germanischen Funde gehören somit zu den ältesten rechtsseitig des Neckars. Der zweite bemerkenswerte Fund in dem Grab war ein silberner Löffel mit der spätrömischen Inschrift Posenna vivas, außerdem fand Schliz noch die Reste einer heute verlorengegangenen silbernen Nadel.

## Beschreibung

### Die Fragmente
Von dem Kästchen waren insgesamt sieben Teile noch erhalten, darunter allerdings nichts vom Holzkern. Dabei handelte es sich um einen Teil des Deckels (57 × 107 × 2 mm), ein Bronzeblech (17 × 24 × 1 mm), das einen abgebrochenen Teil des Deckels hielt, zwei ornamentierte Leisten als Teile der Führungsschiene für den Deckel (12 × 116 × 3,5 mm bzw. 12 × 70 × 3,5 mm), Reste einer glatten Beinplatte (ursprünglich: 74 × 113 × 2 mm) und zwei unregelmäßige Reste von ebenfalls mit Ornamenten verzierten Platten, die von den Seiten stammten. Die Beintafeln waren jeweils mit Hilfe von Beinstiften auf dem Holzkern aufgebracht, wobei die Bohrungen keine Rücksicht auf die eingeritzten Muster nahmen.
Schleifspuren an der Seite des Deckelbeschlags belegten die Verwendung als Schiebedecke. Die Platte zeigte das Christogramm XP und die Symbole Alpha und Omega, umrahmt von Verzierungen aus konzentrischen Kreisen in mehreren Größen (Kreisaugen). Das zur Reparatur des Deckels verwendete Bronzeblech kann auf Grund der Tatsache, dass es sich um einen Schiebedeckel handelte, nicht – wie Schliz noch vermutete – auf der Unterseite angebracht gewesen sein, sondern muss sich nach Goessler auf der Oberseite des Deckels befunden haben. Aufgrund der Tatsache, dass sowohl die Bohrungen für die Befestigung der Beinplättchen auf dem Holzkern als auch für die Anbringung des Bronzeblechs auf der Rückseite des Deckels denselben Durchmesser von 2 mm haben und somit wahrscheinlich mit demselben Bohrer erstellt wurden, vermutet Goessler, dass der Verfertiger des Kästchens selbst die Reparatur unternommen hat.
Weitere Spuren einer Ausbesserung waren eine mit groben Ritzungen versehene Griffleiste (12 mal 57 mm, Stärke 3,5 mm) an einer Längsseite des Deckels mit den sie auf dem Deckel befestigenden Eisennieten, die vermutlich eine verlorengegangene, ursprüngliche Leiste ersetzen sollten.

### Die Ornamente
Die auffälligste Verzierung des Kästchens ist ein Christusmonogramm, eingefasst von fünf konzentrischen Kreisen auf dem Schiebedeckel des Kästchens. Darüber hinaus befinden sich oberhalb und unterhalb des Chrismon jeweils 13 kleine Augenkreise, 10 davon am äußersten Kreisrand, die restlichen drei verbinden das zentrale Ornament mit dem oberen und unteren Rand des Schiebedeckels. In jeder Ecke befindet sich ein weiterer, größerer Augenkreis, den seinerseits jeweils sieben bis neun schüsselförmige Vertiefungen umgeben. Bei den kleineren Augenkreisen hat der äußere Kreis einen Radius von 2 mm, der innere einen von 1 mm; bei den größeren sind die Maße 4 mm und 2 mm. Die Rekonstruktion des Deckelornaments erwies sich aufgrund des guten Erhaltungszustandes als einfach. Die Leisten zur Einfassung des Schiebedeckels sind ebenfalls mit den größeren Augenkreisen verziert.

## Deutung
Alfred Schliz deutete die Fragmente zuerst als Teil eines Diptychons und den Löffel als liturgisches Gerät, wie es in der Ostkirche bei der Darreichung der Kommunion Verwendung fände, bestritt aber, dass die Besitzerin zu Lebzeiten Christin gewesen sei. Dennoch wurden beide Gegenstände in der Folgezeit als die bisher frühesten Hinweise für das Christentum im heutigen Württemberg gedeutet, wenngleich häufig offenblieb, ob die Besitzer oder der Schöpfer der Gegenstände tatsächlich schon christlichen Glaubens waren und ob es sich bei den Funden nicht vielmehr um Beute- oder Handelsgut aus den linksrheinischen Gebieten gehandelt hat. Auch Christhard Schrenk relativierte die Zuordnung zu einer Herkunft aus einem möglicherweise christianisierten Umfeld: „Die Christianisierung unseres Raumes wurde früher mit zwei bemerkenswerten Grabfunden vom Rosenberg verknüpft (…)“. Dennoch gilt es als eines der „berühmtesten Fundstücke des Frühmittelalters aus Heilbronn“.
Die Rekonstruktion als Schreibtäfelchen durch Schliz erwies sich nicht lange als haltbar – bereits in seiner Beschreibung der historischen Sammlung Heilbronns bezeichnete Schliz selbst die Fragmente als „Teil eines Diptychons oder eines liturgischen Zwecken dienenden flachen Kästchens“. Spätere Autoren wandten sich von dieser Annahme ganz ab: „Zwar hält Schliz es für ein Diptychon. Man kann aber erkennen, daß die Teile von einem Kästchen stammen.“ Vermutlich das Material der Rekonstruktion (Elfenbein) führt bis in die Gegenwart dazu, dass auch das Ursprungsmaterial mit Elfenbein angegeben wird.